# Warner Robins
Warner Robins é uma cidade localizada no estado americano de Geórgia, no Condado de Houston e Condado de Peach. Em 1997, a cidade também foi anexada no condado vizinho de Peach, o que foi efetivado em setembro daquele ano. A cidade está na área metropolitana de Macon. Sua população era de 48 804 de acordo com o censo demográfico de 2000.
A cidade originalmente era chamada de Wellston, e praticamente só era um posto de parada de trens para agricultores locais.

## Demografia
Segundo o censo americano de 2000, a sua população era de 48.804 habitantes.
Em 2006, foi estimada uma população de 58.672, um aumento de 9868 (20.2%).

## Geografia
De acordo com o United States Census Bureau tem uma área de
59,2 km², dos quais 59,0 km² cobertos por terra e 0,2 km² cobertos por água.

## Localidades na vizinhança
O diagrama seguinte representa as localidades num raio de 28 km ao redor de Warner Robins.